# Dolné Zahorany
Dolné Zahorany é um município da Eslováquia, situado no distrito de Rimavská Sobota, na região de Banská Bystrica. Tem 6,39 km² de área e sua população em 2018 foi estimada em 182 habitantes.

## Demografia
| Ano:        | 1994 | 2004   | 2014   | 2024   |
| ----------- | ---- | ------ | ------ | ------ |
| Broj ljudi: | 218  | 208    | 189    | 175    |
| Razlika:    |      | -4,58% | -9,13% | -7,40% |

| Ano:               | 2023 | 2024   |
| ------------------ | ---- | ------ |
| Número de pessoas: | 174  | 175    |
| Diferença:         |      | +0,57% |